# Eunice philocorallia
Eunice philocorallia är en ringmaskart som beskrevs av Buchanan 1893. Eunice philocorallia ingår i släktet Eunice och familjen Eunicidae. Inga underarter finns listade i Catalogue of Life.